# 甘肅省語言文字工作委員會
甘肅省语言文字工作委员会，簡稱甘肅省語委，主管甘肅省的語言文字工作。2020年，主任刘彦文。2008年主任郝远（兼副省长）。